# Joseph C. Philpot
Joseph Charles Philpot (1802 – 1869) è stato un predicatore e teologo inglese.
Spesso solo citato come J. C. Philpot, conosciuto come "il secessionista" (The Seceder) è stato un ecclesiastico inglese, esponente del movimento battista stretto, cioè di quei cristiani battisti che sostenevano un rigoroso Calvinismo.
Docente al Worchester College dell'Università di Oxford, le sue qualità vi promettono una brillante carriera. Passa però attraverso una forte crisi religiosa che lo porta a diventare ministro di culto della Chiesa di Inghilterra presso la parrocchia di Stadhampton nell'Oxfordshire. Diventa però estremamente critico della Chiesa anglicana che vede come un'istituzione formalista priva di autentica spiritualità evangelica ed interessata solo al potere. Nel 1835 ne dà, così, le dimissioni, rinunciando al suo ministero come pure ad insegnare presso l'università.
La sua esperienza lo accomuna idealmente a quella dei Puritani. La sua lettera di dimissioni dalla Chiesa di Inghilterra è pubblicata e vede numerose edizioni. Aderisce così al movimento dei Battisti stretti ed è battezzato da John Warburton a Allington, Wiltshire. Il resto della sua vita lo passa come pastore nell'ambito dei Battisti stretti presso le comunità di Stamford (Lines) e Oakham (Rutland). Oltre a questo, per vent'anni serve come redattore dell'influente rivista battista The Gospel Standard, dove vengono pubblicati molti dei suoi sermoni.